# Rancé

Rancé este o comună în departamentul Ain din estul Franței.